# مسابقات جهانی تنیس روی میز ۲۰۱۷
مسابقات جهانی تنیس روی میز ۲۰۱۷ پنجاه و چهارمین دورهٔ مسابقات جهانی تنیس روی میز بود که از ۲۹ مه تا ۵ ژوئن ۲۰۱۷ در دوسلدورف آلمان برگزار شد. در آوریل ۲۰۱۵ فدراسیون جهانی، میزبان مسابقات را اعلام کرد. آلمان برای هفتمین بار میزبان این مسابقات شد. در پایان، چهار قهرمانی به ورزشکاران چینی و یک قهرمانی به ورزشکاران ژاپنی رسید.

## زمان‌بندی
در این مسابقات پنج رشته برگزار شد. مراحل مقدماتی در روزهای ۲۹ و ۳۰ مه به انجام رسید.
|  | دورهای جدول اصلی |
|  | بازی‌های پایانی   |

| تاریخ         | ۳۰ مه        | ۳۱ مه        | ۱ ژوئن         | ۲ ژوئن         | ۳ ژوئن           | ۴ ژوئن         | ۵ ژوئن           |
| انفرادی مردان |              | دور ۱        | دور ۲          | دور ۳          | دور ۴            | دور ۴، یک‌چهارم | نیمه‌نهایی، فینال |
| انفرادی زنان  |              | دور ۱، دور ۲ | دور ۳          | دور ۴، یک‌چهارم | نیمه‌نهایی        | فینال          |                  |
| دونفره مردان  | دور ۱        | دور ۲        | دور ۳          | یک‌چهارم        | نیمه‌نهایی        | فینال          |                  |
| دونفره زنان   | دور ۱        | دور ۲        | دور ۳          | یک‌چهارم        |                  |                | نیمه‌نهایی، فینال |
| دونفره مختلط  | دور ۱، دور ۲ |              | دور ۳، یک‌چهارم |                | نیمه‌نهایی، فینال |                |                  |

## نتایج

### جدول مدال‌ها
| رتبه  | کشورها    | طلا | نقره | برنز | مجموع |
| ۱     | چین       | ۴   | ۳    | ۲٫۵  | ۹٫۵   |
| ۲     | ژاپن      | ۱   | ۱    | ۳    | ۵     |
| ۳     | تایوان    | ۰   | ۱    | ۰    | ۱     |
| ۴     | کره جنوبی | ۰   | ۰    | ۲    | ۲     |
| ۵     | هنگ کنگ   | ۰   | ۰    | ۱    | ۱     |
| ۵     | سنگاپور   | ۰   | ۰    | ۱    | ۱     |
| ۷     | آلمان     | ۰   | ۰    | ۰٫۵  | ۰٫۵   |
| مجموع | مجموع     | ۵   | ۵    | ۱۰   | ۲۰    |

### رویدادها
| رویداد        | طلا                            | نقره                          | برنز                     |
| انفرادی مردان | ما لونگ                        | فان ژن‌دونگ                    | شو شین                   |
| انفرادی مردان | ما لونگ                        | فان ژن‌دونگ                    | لی سانگ-سو               |
| انفرادی زنان  | دینگ نینگ                      | ژو یولینگ                     | میو هیرانو               |
| انفرادی زنان  | دینگ نینگ                      | ژو یولینگ                     | لیو شیون                 |
| دونفره مردان  | فان ژن‌دونگ شو شین              | Masataka Morizono Yuya Oshima | جونگ یونگ-سیک لی سانگ-سو |
| دونفره مردان  | فان ژن‌دونگ شو شین              | Masataka Morizono Yuya Oshima | کوکی نیوا ماهارو دایشیرو |
| دونفره زنان   | دینگ نینگ لیو شیون             | چن منگ ژو یولینگ              | فنگ تیانوی یو منگیو      |
| دونفره زنان   | دینگ نینگ لیو شیون             | چن منگ ژو یولینگ              | Hina Hayata میما تویو    |
| دونفره مختلط  | ماهارو دایشیرو کاسومی ایشیکاوا | چن چین-آن Cheng I-ching       | فانگ بو Petrissa Solja   |
| دونفره مختلط  | ماهارو دایشیرو کاسومی ایشیکاوا | چن چین-آن Cheng I-ching       | ونگ چونگ تینگ دو هوی کم  |